# Décès en 1241
Décès
- 1237
- 1238
- 1239
- 1240
- 1241
- 1242
- 1243
- 1244
- 1245

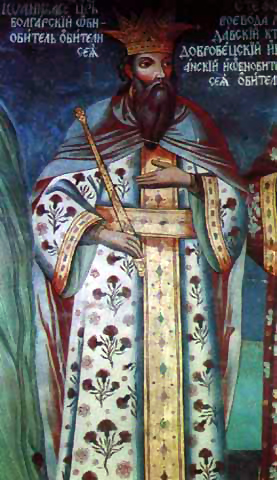
Ivan Assen II, mort en 1241.

Cette page dresse une liste de personnalités mortes au cours de l'année 1241 :
- 3 janvier : Hermann II de Thuringe, landgrave titulaire de Thuringe.
- 28 mars : Valdemar II de Danemark, surnommé le « Victorieux », ou Sejr en danois, est un prince royal danois.
- 9 avril : Henri II le Pieux, duc de Cracovie.
- 20 avril : Gauthier le Cornu, archevêques de Sens.
- 26 mars : Roger-Bernard II de Foix, dit le Grand, comte de Foix.
- juin : 
  - Coloman de Galicie, roi de Galicie-Volhynie et duc de Slavonie de la dynastie Árpád.
  - Ivan Assen II, souverain bulgare (tsar) d'origine valaque qui règne sur le royaume des Bulgares et des Valaques » (Second empire bulgare dans l'historiographie moderne) (sur ce qui est aujourd'hui la Macédoine, la Grèce du nord, la Bulgarie et le sud de la Roumanie).
- 22 août : Grégoire IX, pape.
- 23 septembre : Snorri Sturluson, historien islandais (né en 1179).
- 26 septembre : Fujiwara no Teika, poète japonais de waka, critique, calligraphe, romancier, anthologiste, scribe et érudit.
- 29 octobre : Guigues IV de Forez, comte de Forez et de Nevers.
- 9 novembre : Stephen Segrave, justiciar en chef (équivalent de Premier ministre) d'Henri III d'Angleterre.
- 10 novembre : Célestin IV,  né Goffredo Castiglioni ou Geoffroy de Châtillon, pape.
- 30 novembre : Bernard V de Comminges, comte de Comminges.
- 1er décembre : Isabelle d'Angleterre, impératrice du Saint-Empire, reine de Germanie et de Sicile.
- 11 décembre : Ögödei au cours d’une crise de delirium tremens.

- Aliénor de Bretagne, ou  Éléonore, ou Plantagenêt surnommée la Brette, princesse de Bretagne et du comté de Richemont (au nord de l’Angleterre).
- Berenguer II de Palou, évêque du Diocèse de Barcelone.
- Marie d'Avesnes, comtesse de Blois, dame d'Avesnes, de Bohain et de Guise.
- Djaghataï, khan des territoires situés autour de la mer d'Aral.
- Eberhard de Wurtemberg, Comte de Wurtemberg.
- Hermann Joseph, chanoine régulier prémontré de l'abbaye de Steinfeld (Allemagne).
- Jalal ad-Din, ou Djala ad-Din Mengü Berti ou Jalâl al-Dîn Mankobirti, dernier Chah du Khwarezm (Khwârazm-Shahs).
- Jonas, chef (khan) couman, parfois qualifié de roi.
- Pierre de Mauley, seigneur du Poitou, chevalier, conseiller du roi Jean sans Terre et shérif du roi d'Angleterre.
- Amaury VI de Montfort, comte de Montfort, comte titulaire de Toulouse, vicomte d'Albi, vicomte de Béziers et de Carcassonne, connétable de France.
- Narjot de Toucy, un des dirigeants de l'empire latin de Constantinople.
- Ögedeï, deuxième khagan (khan suprême des Mongols).
- Pietro II d'Arborée, juge d'Arborée (Giudice).
- Sancie d'Aragon, princesse aragonaise devenue par mariage comtesse de Toulouse et marquise de Provence.
- Sévère bar Shakako,  évêque de l'Église jacobite syrienne, écrivain de langue syriaque.
- Snorri Sturluson, homme politique, diplomate, historien et poète islandais.
- Yi Kyu-bo, poète coréen du royaume de Koryo.

## Crédit d'auteurs
- Cet article est partiellement ou en totalité issu de l'article intitulé « 1241 » (voir la liste des auteurs).